# Бинокор (Таджикистан)
Бинокор (тадж. Бинокор) — село в Хатлонской области Республики Таджикистан. 
Административно входит в состав джамоата (сельской общины) Обшорон Шахритусского района.
Находится на расстоянии 2 км от райцентра (пгт. Шахритус) и 2 км от центра джамоата (с. Обшорон).
Название села означает «строитель».
Население — 3000 чел. (2017).